# Thaumasura juno
Thaumasura juno är en stekelart som beskrevs av Girault 1926. Thaumasura juno ingår i släktet Thaumasura och familjen puppglanssteklar. Inga underarter finns listade i Catalogue of Life.